# Dengta (sockenhuvudort i Kina, Heilongjiang Sheng, lat 46,90, long 126,78)
Dengta (kinesiska: 灯塔, 灯塔乡) är en sockenhuvudort i Kina. Den ligger i provinsen Heilongjiang, i den nordöstra delen av landet, omkring 130 kilometer norr om provinshuvudstaden Harbin. Antalet invånare är 30 469. Befolkningen består av 14 826 kvinnor och 15 643 män. Barn under 15 år utgör 11,0 %, vuxna 15-64 år 80 %, och äldre över 65 år 7,0 %.
Runt Dengta är det tätbefolkat, med 257 invånare per kvadratkilometer. Närmaste större samhälle är Sifangtai, 15,4 km öster om Dengta. Trakten runt Dengta består till största delen av jordbruksmark.
Genomsnittlig årsnederbörd är 833 millimeter. Den regnigaste månaden är juli, med i genomsnitt 217 mm nederbörd, och den torraste är januari, med 8 mm nederbörd.